# Förlikning (civilrätt)

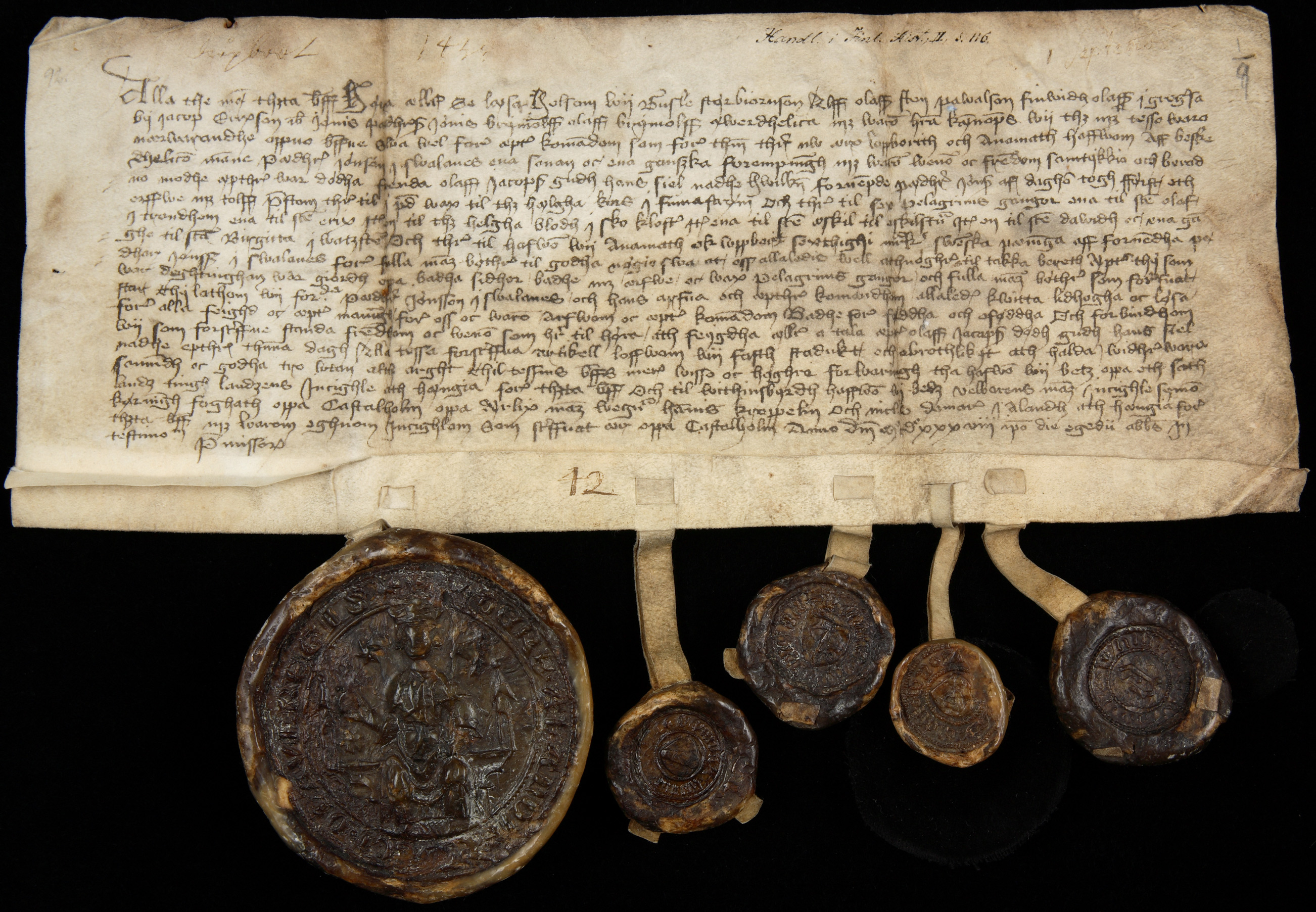
Gisle Styrbjörnsson, Alf Olofsson, Sten Påvelsson och Finvid Olofsson och Jakob Eriksson i Grelsby (i Finströms socken på Åland), Jöns Petersson, Jöns Bryniulfsson och Olof Bryniulfsson ingår förlikning med Peter Jönsson i Svalnäs (Danderyds socken), som dräpt en släkting till dem vid namn Olof Jakobsson.

Förlikning inom civilrätt innebär att en rättslig tvist görs upp ”i godo” mellan parterna i stället för att frågan avgörs av domstol.
Förlikning kan ske utom rätta, vilket innebär att parterna kommer överens om hur tvisten ska lösas utan inblandning av domstol. Förlikning inom rätta innebär att parterna kommer överens under pågående domstolsprocess. Domaren fungerar då som medlare mellan parterna. En sådan förlikning kan fastställas genom dom. En förhandling om förlikning inom rätta hålls skild från domstolens egen prövning och får inte påverka domstolens eget avgörande om parterna inte skulle komma överens.